# Reprezentacja Rosji w skokach narciarskich
Reprezentacja Rosji w skokach narciarskich – grupa skoczków narciarskich wybrana do reprezentowania Rosji w międzynarodowych zawodach przez Rosyjski Związek Narciarski.
Rosyjscy skoczkowie wcześniej występowali w barwach Rosji przed I wojną światową. W latach 1922–1991 urodzeni w Rosji skoczkowie występowali w reprezentacji Związku Radzieckiego. W sezonie 1991/1992, po rozpadzie ZSRR, skakali dla reprezentacji Wspólnoty Niepodległych Państw. Od 1992 roku startują w międzynarodowych zawodach w reprezentacji Rosji.
W zawodach Pucharu Świata reprezentanci Rosji odnieśli trzy zwycięstwa: dwa wśród kobiet i jedno wśród mężczyzn. Wśród kobiet wygrywały Irina Awwakumowa (14 stycznia 2014 w mieście Czajkowskij) i Lidija Jakowlewa (1 grudnia 2018 w Lillehammer), a wśród mężczyzn Jewgienij Klimow (18 listopada 2018 w Wiśle). Najczęściej na podium zawodów PŚ stawali: wśród mężczyzn Dmitrij Wasiljew (9 razy – w 2001, w latach 2007–2009 i w 2012), a wśród kobiet Irina Awwakumowa (12 razy – w latach 2013–2018). W 2018 Jewgienij Klimow wygrał cykl Letniego Grand Prix, zwyciężając przy tym 11 sierpnia w zawodach w Courchevel. 12 września 2021 w mieście Czajkowskij konkurs LGP kobiet wygrała Irina Awwakumowa. Tego samego dnia Rosja zajęła na tej skoczni 3. miejsce w konkursie drużyn mieszanych w ramach LGP. 7 lutego 2022 reprezentacja Rosyjskiego Komitetu Olimpijskiego zdobyła w konkursie drużyn mieszanych srebrny medal igrzysk olimpijskich w Pekinie (w konkursie tym zdyskwalifikowano kilka skoczkiń z innych drużyn za nieprzepisowe kombinezony).

## Kadra na sezon 2020/2021
W rosyjskich kadrach w sezonie 2020/2021 znalazło się 22 mężczyzn i 20 kobiet. Na stanowiskach trenerów pozostali Jewgienij Plechow i Roman Kierow.

### Mężczyźni

#### Kadra narodowa
- Aleksandr Bażenow
- Władisław Bojarincew
- Ilmir Chazietdinow
- Jewgienij Klimow
- Dienis Korniłow
- Michaił Maksimoczkin
- Nikołaj Matawin
- Michaił Nazarow
- Aleksandr Sardyko
- Wadim Szyszkin
- Roman Trofimow
- Dmitrij Wasiljew

#### Kadra młodzieżowa
- Maksim Alczikow
- Konstantin Izwolski
- Maksim Kołobow
- Daniił Kraskowski
- Ilja Mańkow
- Artiom Miasnikow
- Oleg Pawlenko
- Michaił Purtow
- Danił Sadriejew
- Daniił Szczogolew

### Kobiety

#### Kadra narodowa
- Irina Awwakumowa
- Aleksandra Barancewa
- Alina Borodina
- Lidija Jakowlewa
- Ksienija Kabłukowa
- Irma Machinia
- Kristina Prokopjewa
- Anna Szpyniowa
- Sofja Tichonowa
- Anna Żukowa

#### Kadra młodzieżowa
- Aleksija Charitonowa
- Anastasija Iwanienko
- Kristina Kruczinina
- Lija Machinia
- Jelizawieta Mochowa
- Ksienija Piskunowa
- Anastasija Repina
- Anastasija Subotina
- Diana Toropczenowa
- Diana Wasiljewa